# Chaetodon trifascialis
Chaetodon trifascialis е вид лъчеперка от семейство Chaetodontidae. Видът е почти застрашен от изчезване.

## Разпространение
Разпространен е в Австралия (Лорд Хау), Американска Самоа, Бангладеш, Британска индоокеанска територия, Вануату, Виетнам, Гуам, Джибути, Египет, Еритрея, Йемен, Израел, Индия (Андамански и Никобарски острови), Индонезия, Йордания, Кения, Кирибати (Лайн и Феникс), Китай, Кокосови острови, Коморски острови, Мавриций, Мадагаскар, Майот, Малайзия, Малдиви, Малки далечни острови на САЩ (Атол Джонстън, Лайн, Остров Бейкър и Хауленд), Маршалови острови, Мианмар, Микронезия, Мозамбик, Науру, Ниуе, Нова Каледония, Оман, Остров Норфолк, Остров Рождество, Острови Кук, Палау, Папуа Нова Гвинея, Провинции в КНР, Реюнион, Самоа, Саудитска Арабия, Северни Мариански острови, Сейшели, Сингапур, Соломонови острови, Сомалия, Судан, Тайван, Тайланд, Танзания, Токелау, Тонга, Тувалу, Уолис и Футуна, Фиджи, Филипини, Френска Полинезия, Френски южни и антарктически територии (Нормандски острови), Шри Ланка, Южна Африка и Япония.